# Circoscrizione Slesia
La circoscrizione Slesia è una circoscrizione elettorale per l'elezione dei membri del Parlamento europeo spettanti alla Polonia.

## Storia
La circoscrizione venne creata dalla legge 23 gennaio 2004, senza assegnarle formalmente un nome, ma solamente un numero.

## Territorio
La circoscrizione comprende, fin dalla sua istituzione, l'intero territorio del voivodato della Slesia.

## Risultati

### VI legislatura
| Partito                            | Partito                                                    | Risultati 13 giugno 2004 | Risultati 13 giugno 2004 | Risultati 13 giugno 2004 | Seggi | Seggi |
| Partito                            | Partito                                                    | Voti                     | %                        | ±                        | Num   | ±     |
| ---------------------------------- | ---------------------------------------------------------- | ------------------------ | ------------------------ | ------------------------ | ----- | ----- |
|                                    | Piattaforma Civica                                         | 274 985                  | 36,01                    | n.d.                     | 3     | n.d.  |
|                                    | Alleanza della Sinistra Democratica - Unione del Lavoro    | 96 045                   | 12,58                    | n.d.                     | 1     | n.d.  |
|                                    | Lega delle Famiglie Polacche                               | 92 326                   | 12,09                    | n.d.                     | 1     | n.d.  |
|                                    | Diritto e Giustizia                                        | 72 571                   | 9,50                     | n.d.                     | 1     | n.d.  |
|                                    | Autodifesa della Repubblica Polacca                        | 49 013                   | 6,42                     | n.d.                     | 0     | n.d.  |
|                                    | Unione della Libertà                                       | 41 888                   | 5,49                     | n.d.                     | 1     | n.d.  |
|                                    | Socialdemocrazia Polacca                                   | 41 052                   | 5,38                     | n.d.                     | 1     | n.d.  |
|                                    | Partito Popolare Polacco                                   | 23 449                   | 3,07                     | n.d.                     | 0     | n.d.  |
|                                    | Iniziativa per la Polonia                                  | 17 288                   | 2,26                     | n.d.                     | 0     | n.d.  |
|                                    | Partito della Ragione                                      | 10 620                   | 1,39                     | n.d.                     | 0     | n.d.  |
|                                    | Confederazione del Movimento per la Difesa dei Disoccupati | 10 054                   | 1,32                     | n.d.                     | 0     | n.d.  |
|                                    | Unione per la Politica Reale                               | 8 540                    | 1,12                     | n.d.                     | 0     | n.d.  |
|                                    | Comitato Elettorale Nazionale                              | 7 271                    | 0,95                     | n.d.                     | 0     | n.d.  |
|                                    | Verdi 2004                                                 | 6 612                    | 0,87                     | n.d.                     | 0     | n.d.  |
|                                    | Partito Polacco del Lavoro                                 | 4 917                    | 0,64                     | n.d.                     | 0     | n.d.  |
|                                    | KPEiR-PLD                                                  | 4 387                    | 0,57                     | n.d.                     | 0     | n.d.  |
|                                    | Coalizione Civica Nazionale                                | 2 599                    | 0,34                     | n.d.                     | 0     | n.d.  |
|                                    |                                                            |                          |                          |                          |       |       |
| Iscritti                           | Iscritti                                                   | 3 759 664                | 100,00                   |                          |       |       |
| ↳ Votanti (% su iscritti)          | ↳ Votanti (% su iscritti)                                  | 783 060                  | 20,83                    | n.d.                     |       |       |
| ↳ Voti validi (% su votanti)       | ↳ Voti validi (% su votanti)                               | 763 617                  | 97,52                    |                          |       |       |
| ↳ Schede non valide (% su votanti) | ↳ Schede non valide (% su votanti)                         | 19 443                   | 2,48                     |                          |       |       |
| ↳ Astenuti (% su iscritti)         | ↳ Astenuti (% su iscritti)                                 | 2 976 604                | 79,17                    |                          |       |       |

| Eletti | Eletti               |
| ------ | -------------------- |
|        | Jerzy Buzek          |
|        | Małgorzata Handzlik  |
|        | Jan Olbrycht         |
|        | Adam Gierek          |
|        | Maciej Giertych      |
|        | Wojciech Roszkowski  |
|        | Grażyna Staniszewska |
|        | Genowefa Grabowska   |

### VII legislatura
| Partito                            | Partito                                                 | Risultati 7 giugno 2009 | Risultati 7 giugno 2009 | Risultati 7 giugno 2009 | Seggi | Seggi   |
| Partito                            | Partito                                                 | Voti                    | %                       | ±                       | Num   | ±       |
| ---------------------------------- | ------------------------------------------------------- | ----------------------- | ----------------------- | ----------------------- | ----- | ------- |
|                                    | Piattaforma Civica                                      | 523 602                 | 56,53                   | 20,16                   | 4     | 1       |
|                                    | Diritto e Giustizia                                     | 207 429                 | 22,40                   | 12,75                   | 1     | Stabile |
|                                    | Alleanza della Sinistra Democratica - Unione del Lavoro | 117 884                 | 12,73                   | 0,07                    | 1     | Stabile |
|                                    | Partito Popolare Polacco                                | 23 566                  | 2,54                    | 0,54                    | 0     | Stabile |
|                                    | Intesa per il Futuro - Centro-sinistra                  | 16 351                  | 1,77                    | n.d.                    | 0     | n.d.    |
|                                    | Destra della Repubblica                                 | 12 447                  | 1,34                    | n.d.                    | 0     | n.d.    |
|                                    | Unione per la Politica Reale                            | 8 155                   | 0,88                    | 0,25                    | 0     | Stabile |
|                                    | Autodifesa della Repubblica Polacca                     | 1 665                   | 0,18                    | 5,60                    | 0     | Stabile |
|                                    | Partito Polacco del Lavoro                              | 7 651                   | 0,83                    | 0,18                    | 0     | Stabile |
|                                    | Libertas Polonia                                        | 5 906                   | 0,64                    | n.d.                    | 0     | n.d.    |
|                                    | Avanti Polonia-Piast                                    | 1 537                   | 0,17                    | n.d.                    | 0     | n.d.    |
|                                    |                                                         |                         |                         |                         |       |         |
| Iscritti                           | Iscritti                                                | 3 753 124               | 100,00                  |                         |       |         |
| ↳ Votanti (% su iscritti)          | ↳ Votanti (% su iscritti)                               | 948 071                 | 25,26                   | 4,43                    |       |         |
| ↳ Voti validi (% su votanti)       | ↳ Voti validi (% su votanti)                            | 926 193                 | 97,69                   |                         |       |         |
| ↳ Schede non valide (% su votanti) | ↳ Schede non valide (% su votanti)                      | 21 878                  | 2,31                    |                         |       |         |
| ↳ Astenuti (% su iscritti)         | ↳ Astenuti (% su iscritti)                              | 2 805 053               | 74,74                   |                         |       |         |

| Eletti | Eletti               |
| ------ | -------------------- |
|        | Jerzy Buzek          |
|        | Małgorzata Handzlik  |
|        | Bogdan Marcinkiewicz |
|        | Jan Olbrycht         |
|        | Marek Migalski       |
|        | Adam Gierek          |

### VIII legislatura
| Partito                            | Partito                                                 | Risultati 25 maggio 2014 | Risultati 25 maggio 2014 | Risultati 25 maggio 2014 | Seggi | Seggi   |
| Partito                            | Partito                                                 | Voti                     | %                        | ±                        | Num   | ±       |
| ---------------------------------- | ------------------------------------------------------- | ------------------------ | ------------------------ | ------------------------ | ----- | ------- |
|                                    | Piattaforma Civica                                      | 337 478                  | 39,82                    | 16,35                    | 3     | 1       |
|                                    | Diritto e Giustizia                                     | 234 515                  | 27,67                    | 5,42                     | 2     | 1       |
|                                    | Alleanza della Sinistra Democratica - Unione del Lavoro | 79 543                   | 9,39                     | 3,26                     | 1     | Stabile |
|                                    | Congresso della Nuova Destra                            | 73 573                   | 8,68                     | n.d.                     | 1     | n.d.    |
|                                    | Europa Plus - Twój Ruch                                 | 31 922                   | 3,77                     | n.d.                     | 0     | n.d.    |
|                                    | Polonia Solidale                                        | 31 371                   | 3,70                     | n.d.                     | 0     | n.d.    |
|                                    | Polonia Insieme                                         | 23 054                   | 2,72                     | n.d.                     | 0     | n.d.    |
|                                    | Partito Popolare Polacco                                | 18 480                   | 2,18                     | 0,35                     | 0     | Stabile |
|                                    | Movimento Nazionale                                     | 9 482                    | 1,12                     | n.d.                     | 0     | n.d.    |
|                                    | Partito Verde                                           | 4 757                    | 0,56                     | n.d.                     | 0     | n.d.    |
|                                    | Democrazia Diretta                                      | 3 244                    | 0,38                     | n.d.                     | 0     | n.d.    |
|                                    |                                                         |                          |                          |                          |       |         |
| Iscritti                           | Iscritti                                                | 3 673 738                | 100,00                   |                          |       |         |
| ↳ Votanti (% su iscritti)          | ↳ Votanti (% su iscritti)                               | 872 417                  | 23,75                    | 1,51                     |       |         |
| ↳ Voti validi (% su votanti)       | ↳ Voti validi (% su votanti)                            | 847 419                  | 97,13                    |                          |       |         |
| ↳ Schede non valide (% su votanti) | ↳ Schede non valide (% su votanti)                      | 24 998                   | 2,87                     |                          |       |         |
| ↳ Astenuti (% su iscritti)         | ↳ Astenuti (% su iscritti)                              | 2 801 321                | 76,25                    |                          |       |         |

| Eletti | Eletti              |
| ------ | ------------------- |
|        | Jerzy Buzek         |
|        | Jan Olbrycht        |
|        | Marek Plura         |
|        | Bolesław Piecha     |
|        | Jadwiga Wiśniewska  |
|        | Adam Gierek         |
|        | Janusz Korwin-Mikke |

### IX legislatura
| Partito                            | Partito                            | Risultati 26 maggio 2019 | Risultati 26 maggio 2019 | Risultati 26 maggio 2019 | Seggi | Seggi |
| Partito                            | Partito                            | Voti                     | %                        | ±                        | Num   | ±     |
| ---------------------------------- | ---------------------------------- | ------------------------ | ------------------------ | ------------------------ | ----- | ----- |
|                                    | Diritto e Giustizia                | 691 641                  | 43,25                    | 15,58                    | 3     | 1     |
|                                    | Coalizione Europea                 | 643 567                  | 40,24                    | n.d.                     | 3     | n.d.  |
|                                    | Primavera                          | 93 120                   | 5,82                     | n.d.                     | 1     | n.d.  |
|                                    | Confederazione                     | 73 761                   | 4,61                     | n.d.                     | 0     | n.d.  |
|                                    | Kukiz'15                           | 60 812                   | 3,80                     | n.d.                     | 0     | n.d.  |
|                                    | Lewica Razem                       | 18 813                   | 1,18                     | n.d.                     | 0     | n.d.  |
|                                    | Polonia Fair Play                  | 17 617                   | 1,10                     | n.d.                     | 0     | n.d.  |
|                                    |                                    |                          |                          |                          |       |       |
| Iscritti                           | Iscritti                           | 3 514 571                | 100,00                   |                          |       |       |
| ↳ Votanti (% su iscritti)          | ↳ Votanti (% su iscritti)          | 1 611 720                | 45,86                    | 22,11                    |       |       |
| ↳ Voti validi (% su votanti)       | ↳ Voti validi (% su votanti)       | 1 599 331                | 99,23                    |                          |       |       |
| ↳ Schede non valide (% su votanti) | ↳ Schede non valide (% su votanti) | 12 389                   | 0,77                     |                          |       |       |
| ↳ Astenuti (% su iscritti)         | ↳ Astenuti (% su iscritti)         | 1 902 851                | 54,14                    |                          |       |       |

| Eletti | Eletti               |
| ------ | -------------------- |
|        | Izabela Kloc         |
|        | Grzegorz Tobiszowski |
|        | Jadwiga Wiśniewska   |
|        | Marek Balt           |
|        | Jerzy Buzek          |
|        | Jan Olbrycht         |
|        | Łukasz Kohut         |

### X legislatura
| Partito                            | Partito                                        | Risultati 9 giugno 2024 | Risultati 9 giugno 2024 | Risultati 9 giugno 2024 | Seggi | Seggi   |
| Partito                            | Partito                                        | Voti                    | %                       | ±                       | Num   | ±       |
| ---------------------------------- | ---------------------------------------------- | ----------------------- | ----------------------- | ----------------------- | ----- | ------- |
|                                    | Coalizione Civica                              | 551 782                 | 41,42                   | n.d.                    | 3     | n.d.    |
|                                    | Diritto e Giustizia                            | 485 505                 | 36,45                   | 6,80                    | 2     | Stabile |
|                                    | Confederazione                                 | 135 195                 | 10,15                   | 5,54                    | 1     | 1       |
|                                    | Terza Via                                      | 74 125                  | 5,56                    | n.d.                    | 0     | n.d.    |
|                                    | La Sinistra                                    | 61 653                  | 4,63                    | n.d.                    | 0     | n.d.    |
|                                    | Bezpartyjni Samorządowcy                       | 9 359                   | 0,70                    | n.d.                    | 0     | n.d.    |
|                                    | Paese Normale                                  | 6 248                   | 0,47                    | n.d.                    | 0     | n.d.    |
|                                    | Movimento per la Rinascita della Polonia       | 3 311                   | 0,25                    | n.d.                    | 0     | n.d.    |
|                                    | PolExit                                        | 2 861                   | 0,21                    | n.d.                    | 0     | n.d.    |
|                                    | Polonia Liberale - Sciopero degli Imprenditori | 2 082                   | 0,16                    | n.d.                    | 0     | n.d.    |
|                                    |                                                |                         |                         |                         |       |         |
| Iscritti                           | Iscritti                                       | 3 322 289               | 100,00                  |                         |       |         |
| ↳ Votanti (% su iscritti)          | ↳ Votanti (% su iscritti)                      | 1 339 123               | 40,31                   | 5,55                    |       |         |
| ↳ Voti validi (% su votanti)       | ↳ Voti validi (% su votanti)                   | 1 332 121               | 99,48                   |                         |       |         |
| ↳ Schede non valide (% su votanti) | ↳ Schede non valide (% su votanti)             | 7 002                   | 0,52                    |                         |       |         |
| ↳ Astenuti (% su iscritti)         | ↳ Astenuti (% su iscritti)                     | 1 983 166               | 59,69                   |                         |       |         |

| Eletti | Eletti             |
| ------ | ------------------ |
|        | Borys Budka        |
|        | Łukasz Kohut       |
|        | Mirosława Nykiel   |
|        | Patryk Jaki        |
|        | Jadwiga Wiśniewska |
|        | Marcin Sypniewski  |